# 上川肥腳金花蟲
上川肥腳金花蟲（学名：Gonioctena (Gonioctena）为金花蟲科肥腳金花蟲屬下的一个种。